# Cylindrocline
Cylindrocline é um género botânico pertencente à família Asteraceae.